# Сергеев, Сергей Степанович
Сергей Степанович Сергеев (13.10.1910, д. Кобелева Слободка Рыбновского района Рязанской области — 2.04.1999, Москва) — советский и российский учёный, экономист-статистик в области сельского хозяйства. Академик ВАСХНИЛ (1975).

## Биография
В 1929 окончил Рязанский сельскохозяйственный техникум. До 1933 г. работал в Спасском районе Рязанской области: участковый агроном, старший агроном Райколхозсоюза, агроном райземотдела, председатель райколхозсоюза, начальник райплана.
В 1933—1934 служил в РККА, потом работал агрономом-преподавателем районной колхозной школы Малинского р-на Московской области.
В 1935—1941 учился в Московской сельскохозяйственной академии им. К. А. Тимирязева (МСХА) и аспирантуре.
Участник Великой Отечественной войны с 1941 по 1945 год.
Командир артбатареи, нач. штаба артиллерии полка, дивизии, корпуса, гвардии подполковник 
Награды:
- 17.04.1942 орден Красной Звезды
- 28.12.1943 орден Отечественной войны I степени
- 05.06.1944 орден Отечественной войны II степени
- 16.02.1945 орден Отечественной войны 1 степени
- 1985 — орден Отечественной войны I степени.

По представлению советского командования награждён американским орденом Легион Почёта (май 1945). Уволен в запас в феврале 1946 года.
После окончания аспирантуры ассистент (1948—1949), доцент (1950—1953) МСХА. Докторант Института экономики АН СССР (1953—1955). Доцент, заведующий (с 1958 г.), профессор (1960) кафедры статистики МСХА.
Доктор экономических наук (1958), академик ВАСХНИЛ (1975).
В 1984—1986 академик-секретарь Отделения экономики и организации с.-х. производства ВАСХНИЛ.
Награждён орденами Октябрьской Революции (1980), Трудового Красного Знамени (1965), Красной Звезды Венгерской Республики (1973), 13 медалями СССР, золотой медалью им. В. С. Немчинова (1973).
Опубликовал около 150 научных работ, в том числе 32 книги и брошюры. Автор учебников:
- Сельскохозяйственная статистика: Учеб. для студентов высш. с.-х. учеб. заведений по экон. спец. — М.: Колос, 1963. — 463 с.
- Экономический анализ сельскохозяйственного производства. — М.: Экономика, 1968. — 295 с.
- Воспроизводство и эффективность основных фондов в сельском хозяйстве. — М.: Колос, 1982. — 304 с.

Обосновал необходимость исчисления в сельском хозяйстве совокупных затрат труда. Предложил способы расчета показателей оценки качества земли с использованием экономико-статистических методов.